# Rio Chopim
Der Rio Chopim ist ein Fluss im Süden des brasilianischen Bundesstaats Paraná. Er entspringt im Munizip Palmas auf 1275 m Meereshöhe. Seine Länge beträgt 450 km. Er mündet 190 km westlich vom Ursprung im Munizip Cruzeiro do Iguaçu in den Rio Iguaçu.

## Etymologie

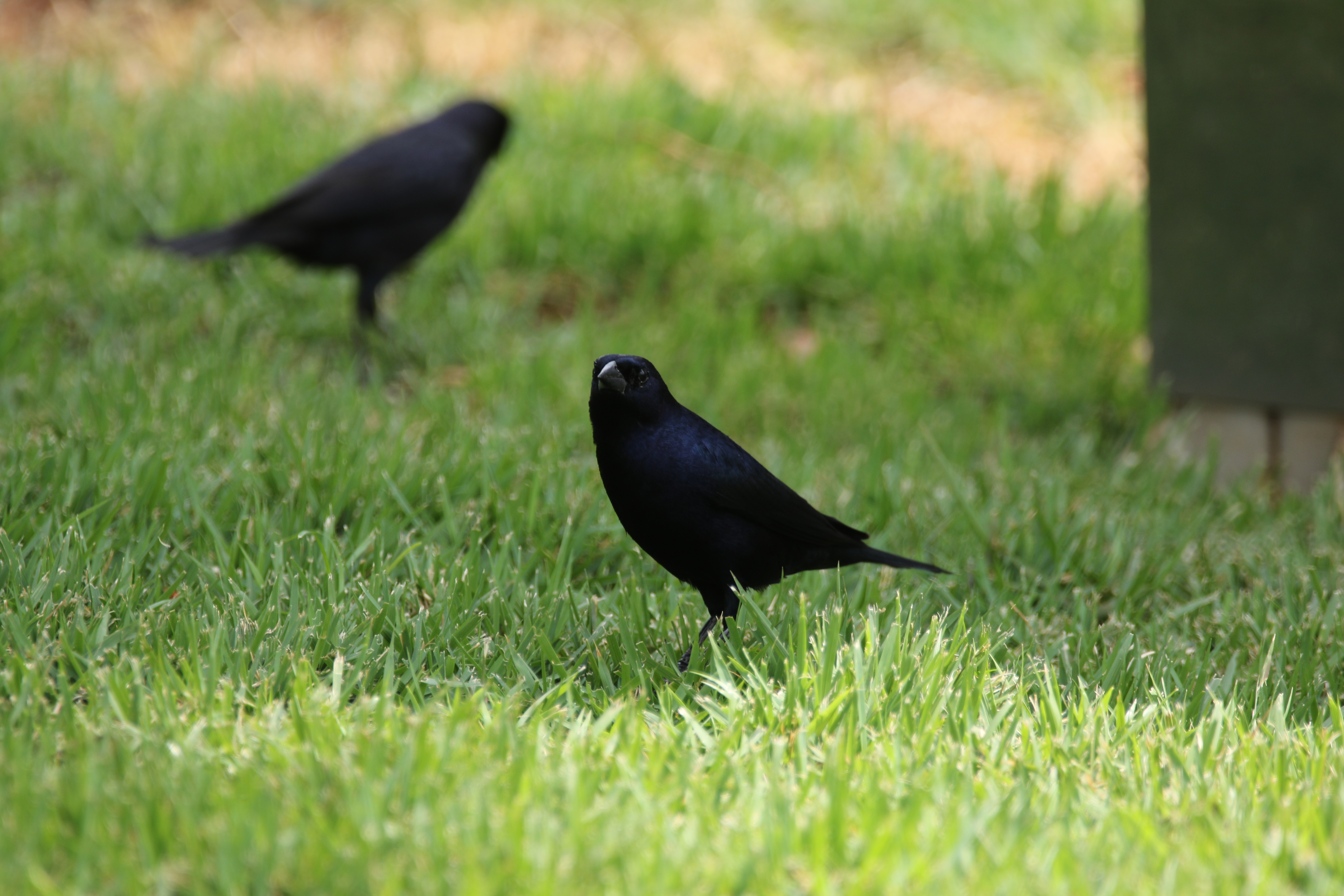
Chupim (deutsch: Seidenkuhstärling)

Der Rio Chopim trägt seinen Namen wegen der Chupim-Singvögel (deutsch: Seidenkuhstärling), die hier in großer Zahl angetroffen wurden.

## Geografie

### Lage
Das Einzugsgebiet des Rio Chopim befindet sich auf dem Terceiro Planalto Paranaense (der Dritten oder Guarapuava-Hochebene von Paraná).

### Ursprung
Seine Quelle liegt im Munizip Palmas im Refúgio de Vida Silvestre dos Campos de Palmas auf 1275 m Meereshöhe am Nordhang des Morro da Balisa nahe der Grenze zu Santa Catarina.

### Verlauf
Der Fluss verläuft in etwa in südöstlich-nordwestlicher Richtung. Er mündet 190 km westlich von seinem Ursprung in Cruzeiro do Iguaçu auf 326 m Höhe. Er ist etwa 450 km lang.

### Einzugsgebiet
Er entwässert ein Einzugsgebiet von 7500 km2 im paranaischen Teil des Gebiets Contestado zwischen Rio Iguaçu und der Wasserscheide zum Rio Uruguai, die auf der Serra do Capanema und der Serra da Fartura verläuft. Es handelt sich um ein Gebiet, das bis 1916 zwischen den Staaten Paraná und Santa Catarina juristisch umstritten war und in dem der Bürgerkrieg Guerra do Contestado ausgetragen wurde.
Das Einzugsgebiet umfasst Teile der drei wichtigsten vegetationsgeographischen Regionen von Paraná. Um die Quellen des Flusses herum wird die Landschaft von der Steppe der Campos de Palmas dominiert. Entlang des mittleren, größten Teils des Flusslaufs und auf mehr als der Hälfte des Einzugsgebiets herrscht Araukarienwald mit seinen Schattenpflanzen vor. Am Unterlauf befindet sich tropischer Laubwald. Diese Gebiete haben mit der Einführung von Ackerbau und Viehzucht ihre ursprüngliche Vegetationsdecke aber stark verloren.
Folgende Munizipien liegen am Rio Chopim:
links:
- Palmas
- Clevelândia
- Pato Branco
- Itapejara d’Oeste
- Verê
- Dois Vizinhos
- Cruzeiro do Iguaçu

rechts:
- Coronel Domingos Soares
- Mangueirinha
- Honôrio Serpa
- Coronel Vivida
- São João
- São Jorge d’Oeste

### Zuflüsse
Wichtige Nebenflüsse sind
- Rio das Lontras mündet auf 881 Höhenmetern von links zwischen Palmas und Clevelândia

- Rio São Francisco mündet auf 699 Höhenmetern von links in Clevelândia
- Rio Pato Branco mündet auf 560 m von links zwischen Pato Branco und Clevelândia
- Rio Gigante mündet auf 534 m von rechts zwischen Honório Serpa und Coronel Vivida
- Rio Jacutinga mündet auf 513 m von rechts in Coronel Vivida
- Rio Ligeiro mündet auf 499 m von links in Pato Branco
- Rio Surubi mündet auf 468 m von rechts in Coronel Vivida
- Rio Quieto mündet auf 465 m von rechts in Coronel Vivida
- Rio Vitorino mündet auf 464 m von links in Itapejara d´Oeste
- Rio Dois Irmãos mündet auf 440 m von rechts in São João
- Rio Santana mündet auf 437 von links zwischen Itapejara d´Oeste und Verê
- Rio Verê mündet auf 421 m von rechts in Verê
- Rio Lajeado Grande mündet auf 398 m von rechts zwischen Verê und Dois Vizinhos
- Rio Dois Vizinhos mündet auf 378 m von rechts in Dois Vizinhos.

## Wirtschaft

### Kraftwerke
Die erste Talsperre nach dem Ursprung findet sich 20 km östlich der Stadt Palmas auf 1100 m Höhe nahe der Siedlung Ponte Ponciano. Weitere Talsperren mit Kleinkraftwerken (Pequena Central Hidrelétrica (PCH), bis 30 MW) sind:
- PCH Estrela (auf 994 Höhenmetern),
- PCH Salto Claudelino (816 m),
- CGH Chopim I (478 m), Itapejara d’Oeste, 1,98 MW[5]
- PCH Bela Vista (418 m), 2021 von der Copel zwischen Verê und São João etwa 130 km oberhalb der Mündung errichtet. Es erbringt 30 MW Leistung. Seine zwölf Meter hohe und 400 m lange Staumauer staut den Rio Chopim zu einem knapp 3 km2 großen Stausee.[6]
- PCH Foz do Chopim (331 m) an der Mündung in den Rio Iguaçu.

## Umwelt

### Schutzgebiete
Das 167 km2 große Refúgio de Vida Silvestre dos Campos de Palmas im Quellgebiet des Rio Chopim dient dem Schutz der natürlichen Lebensräume der einheimischen Flora und Fauna. Insbesondere geht es um Reste der Grassteppe und des Mischwaldes mit seinen Schattenpflanzen und um die Feucht- und Überschwemmungsgebiete. Es dient der wissenschaftlichen Forschung und kontrollierten Umwelterziehungs- und Tourismusaktivitäten.